# РГВК Дагестан
РГВК «Дагестан» (Республиканская государственная вещательная компания) — вещательная организация Министерства информатизации, связи и массовых коммуникаций Республики Дагестан. Действует в форме государственного бюджетного учреждения. Является сетевым партнёром телеканала ОТР (Ежедневно с 07:00 до 08:00 и с 17:00 до 19:00)

## История
Канал создан с 5 декабря 2003 году постановлением Правительства Республики Дагестан от 5 декабря 2003 г. № 343 в целях совершенствования информационного обеспечения граждан республики и развития республиканского телерадиовещания. 5 декабря 2003 года состоялся первый эфир.

## О телеканале
На канале осуществляются прямые трансляции значимых государственных праздников и мероприятий, оперативное освещение происходящего в республике («Время новостей Дагестана»), что позволяет зрителям РГВК «Дагестан» быть в курсе событий не выходя из дома. Редакция художественного вещания большое внимание уделяет патриотическому воспитанию подрастающего поколения, освещению проблем ВИЧ-инфицированных, борьбе с коррупцией, наркоманией, терроризмом и экстремизмом. С этой целью был снят целый ряд фильмов, создано большое количество проектов, в том числе и на средства гранта Президента РД. Те же цели (о которых говорилось ранее) преследует и радиостанция «Страна гор», созданная в 2009 году, находящаяся в тесном сотрудничестве с телеканалом. Радио для людей, которые в силу активного образа жизни, не всегда имеют возможность посмотреть телевизор. «Страна гор» — это круглосуточное вещание. Уникальную возможность слушать это радио имеют жители таких городов Дагестана, как Махачкала, Избербаш, Дербент, а также жители еще более 15 населенных пунктов.

## Память
В среду, 28 марта 2012 года, Президент Республики Дагестан Магомедсалам Магомедов принял участие в митинге, посвященном открытию мемориальной плиты основателю РГВК, известному общественному, государственному деятелю республики Гаруну Курбанову, трагически погибшему в июле 2011 года и присвоению его имени каналу. Соответствующий указ был подписан Главой в тот же день.